# Balogh Károly (színművész)
Balogh Károly (Máramarossziget, 1823. július 22. – Máramarossziget, 1887. július 1.) színész, színigazgató.

## Életpályája
19 éves korában (1842) egy szatmári vándortársulatnál lépett színpadra először Tóth Istvánnál. 1843-ban Szigetváron játszott. 1844-ben és 1860-ban Debrecenben lépett fel. 1845-ben és 1855-ben Győrön szerepelt. 1846-ban Kolozsvárra került. 1847-ben Pozsonyban volt látható. Az 1848–49-es forradalom és szabadságharc kitörésekor katonának állt; a világosi fegyverletétel után bujdosni kényszerült. 1856-tól a kolozsvári (1856–1858) és az aradi társulatnál volt színész. 1861-ben Sopronban színészkedett. 1863–1866 között Kassa és Győr voltak állomásai. 1867-ben Kolozsváron működött. 1868 után kisebb vidéki társulatoknál játszott. 1870–1872 között Gyulán és Aradon lépett fel. 1873-ban Temesváry Lajos társulatához szegődött. 1875-ben Székesfehérváron volt színész. 1876-ban Békéscsabán lépett színpadra. 1877-ben Miskolcon lépett fel. 1884-ben Nagyenyeden dolgozott. Élete utolsó éveit nagy nyomorban a máramarosszigeti menházban töltötte.
Hős- és apaszerepeket játszott; rendező is volt.

## Magánélete
Felesége, Krakovszki Anna (?–1881) komika volt.

## Színházi szerepei
- Jókai Mór: Dózsa – Ulászló
- Szigligeti Ede: II. Rákóczi Ferenc fogsága – Kolonits
- Mosing: Laury kisasszony – Val Laury Bertrand
- Halm: A szénégető – Cedrik
- Czakó Zsigmond: Végrendelet – Margitai